# Bouchemaine
Bouchemaine (dt.: Mainemündung) ist eine westfranzösische Gemeinde mit 6635 Einwohnern (Stand: 1. Januar 2022) im Département Maine-et-Loire in der Region Pays de la Loire. Sie gehört zum Arrondissement Angers und ist Teil des Kantons Angers-2. Die Einwohner werden Bouchemainois oder Bouchemanceaux genannt.

## Geographie

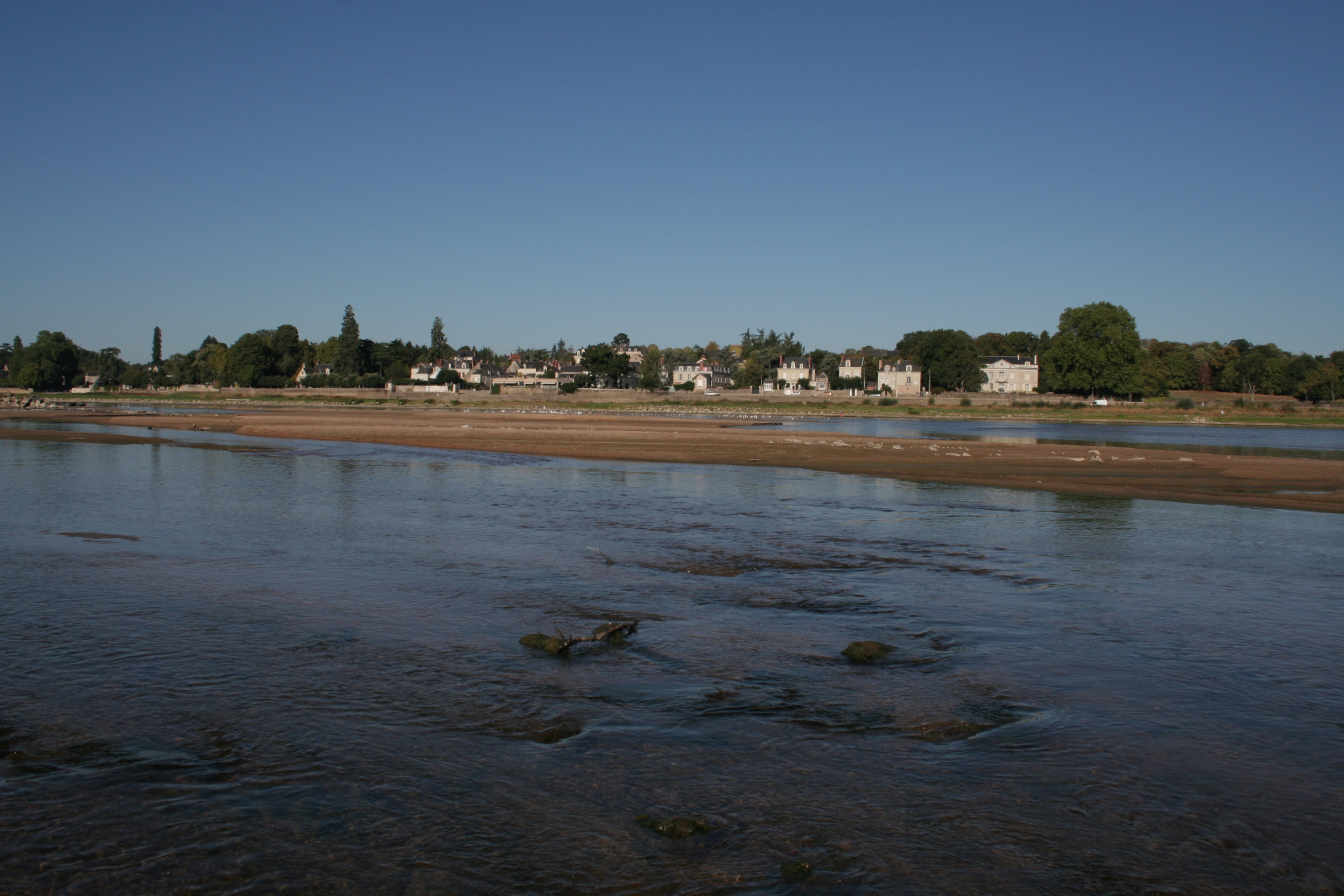
Blick auf La Pointe

Bouchemaine besteht aus den drei Ortschaften Pruniers, Bouchemaine und La Pointe und ist eine banlieue im Südwesten von Angers. Hier mündet die Maine in die Loire.
Bouchemaine liegt in den Weinbaugebieten Chaume und Anjou.

### Nachbargemeinden
Umgeben ist Bouchemaine von den Nachbargemeinden Beaucouzé im Norden, Angers im Nordosten, Sainte-Gemmes-sur-Loire im Osten, Denée im Südosten, Savennières im Süden und Westen sowie Saint-Léger-de-Linières mit Saint-Jean-de-Linières im Nordwesten.

## Verkehr
Der Ort hat einen Bahnhof an der Bahnstrecke Tours–Saint-Nazaire.

## Bevölkerungsentwicklung
| Jahr      | 1962 | 1968 | 1975 | 1982 | 1990 | 1999 | 2007 | 2018 |
| Einwohner | 1282 | 1685 | 3223 | 5014 | 5799 | 6153 | 5886 | 6796 |

## Sehenswürdigkeiten
- Château de Petit-Serrant (Schloss), seit 1989 Monument historique
- Kirche Saint-Symphorien, seit 1972 Monument historique
- Manoir de Louzil (Herrenhaus), seit 1975 Monument historique
- Eisenbahnbrücke - Pont de Prunier, 1908 erbaut, heute als Fußgänger- und Radfahrerbrücke genutzt (1947 wurde die Bahnstrecke geschlossen)

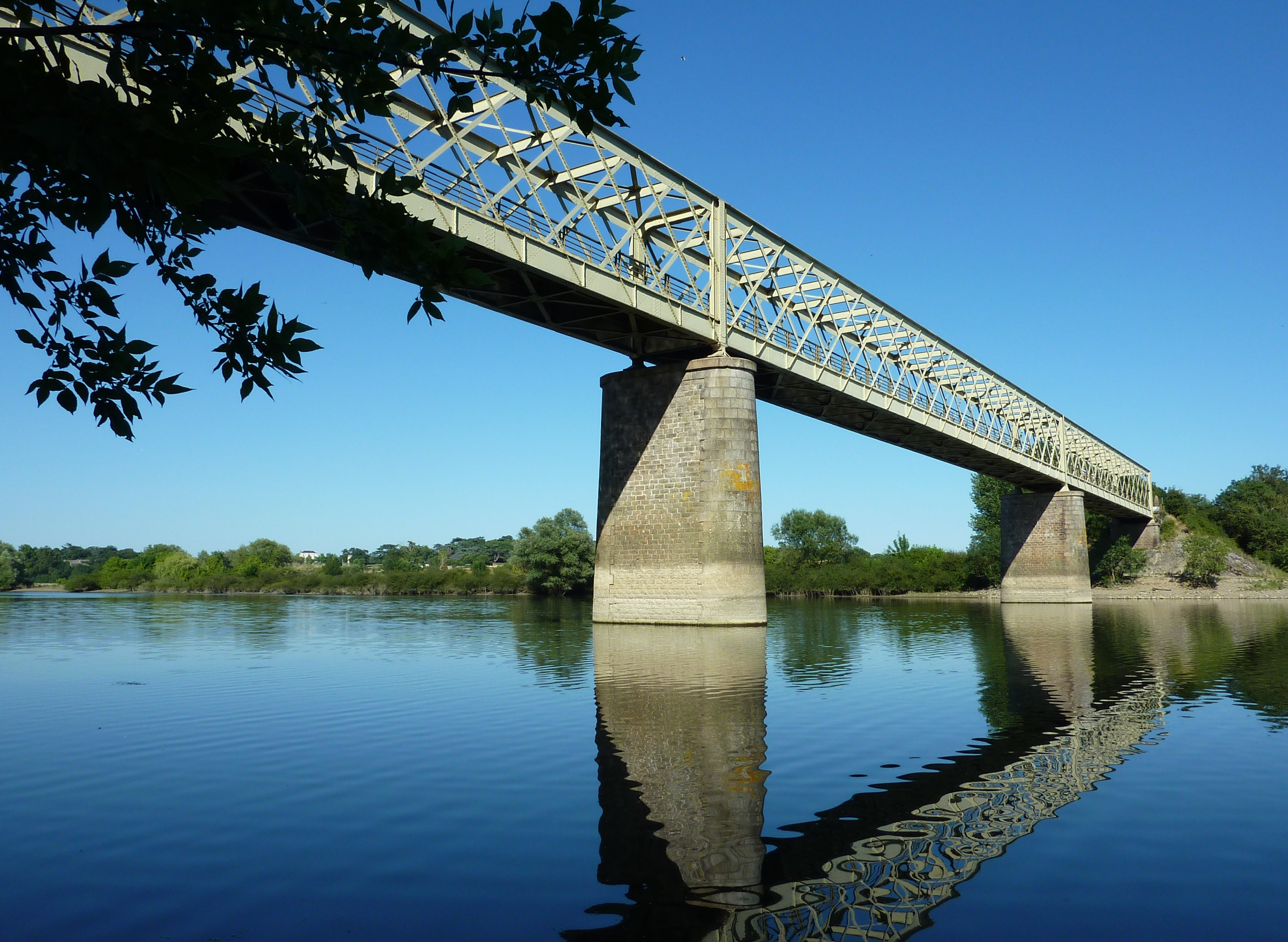
Pont de Prunier, frühere Eisenbahnbrücke

## Gemeindepartnerschaft
- Lamego, Distrikt Viseu, Portugal